# Gärdhems socken

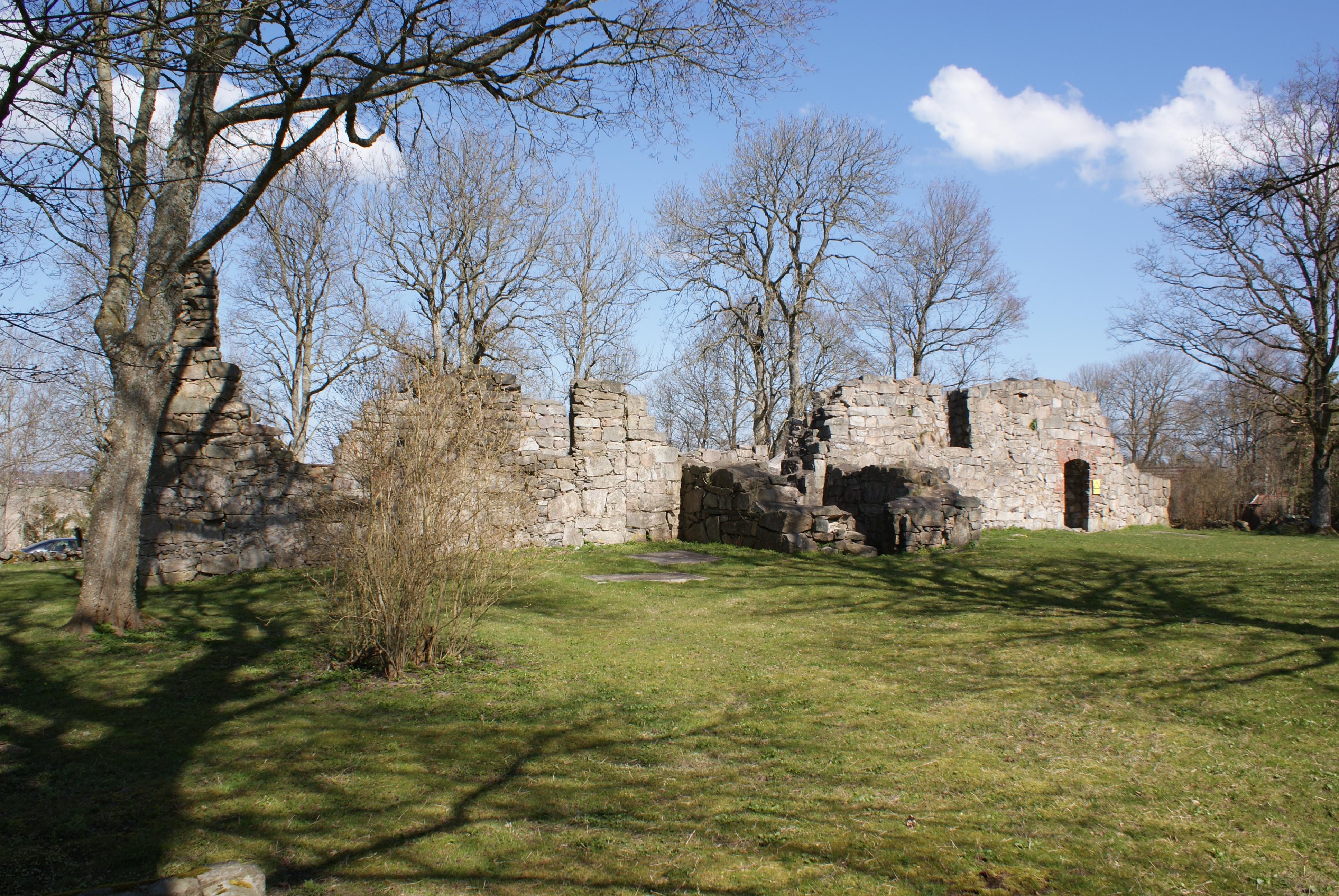
Gärdhems kyrkoruin

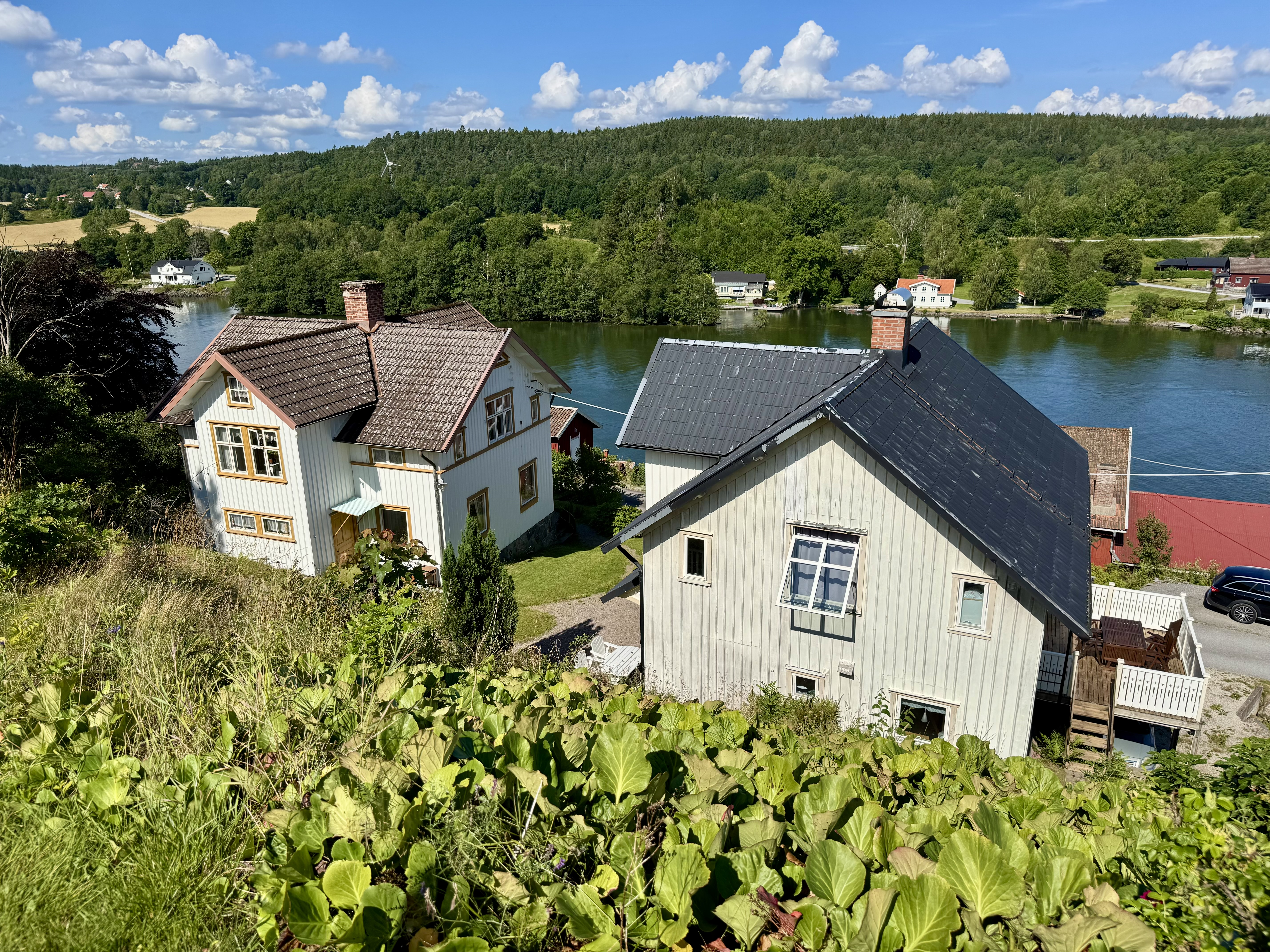
Bebyggelse i Stubbered i Gärdhems socken. Nere vid Göta älv skymtar tidigare Munthers Båtbyggeri.

Gärdhems socken i Västergötland ingick i Väne härad i Älvsborgs län, uppgick 1967 i Trollhättans stad och området ingår sedan 1971 i Trollhättans kommun och motsvaras från 2016 av Gärdhems distrikt samt en del av Lextorps distrikt.

## Administrativ historik
Socknen har medeltida ursprung. På 1500-talet införlivades Hullsjö socken. 1 maj 1860 utbröts Trollhättans socken. 
Vid det svenska kommunväsendet infördes 1863 övergick socknens ansvar för de kyrkliga frågorna till Gärdhems församling och för de borgerliga frågorna bildades Gärdhems landskommun. 
1916 överfördes till Trollhättan (som samtidigt fick stadsprivilegier) ett flertal gårdar, på vars utmarker Skoftebyn hade vuxit fram som ett förortssamhälle. Det inkorporerade område hade då 1 944 invånare. Gärdhems kommun gick 1952 upp i den då nybildade Södra Väne landskommun som i sin tur 1967 uppgick i Trollhättans stad, från 1971 Trollhättans kommun. 1974 överfördes Lextorp med 179 invånare från Gärdhems församling till Trollhättans församling. 
1 januari 2016 inrättades distrikten Lextorp samt Gärdhem med samma omfattning som respektive församling hade 1999/2000.  
Socknen har tillhört län, fögderier, tingslag och domsagor enligt vad som beskrivs i artikeln Väne härad. De indelta soldaterna tillhörde Västgöta-Dals regemente, Väne kompani och Västgöta regemente, Barne kompani.

## Geografi och natur
Socknen ligger omedelbart söder och öster om Trollhättan och gränsar längst i väster till Göta älv och i söder till Slumpån. De norra och östra delarna består av slättbygd och är en förlängning av Tunhemsslätten, medan de södra och västra delarna är mer skogbeklädda och kuperade. Socknens areal är 53,4 kvadratkilometer varav 52,2 land.
Gärdhems gamla kyrka, numera endast en ruin, låg i byn med samma namn, medan Gärdhems nya kyrka från 1879 ligger i byn Jönsberg. Längst i norr ligger villasamhället Halvorstorp med omkring 1 700 invånare, sedan 1960-talet hopvuxet med tätorten Trollhättan och idag räknat som en av dess stadsdelar. I socknens södra del, cirka 8 kilometer söder om Trollhättan, ligger samhället Velanda med runt 600 invånare. 2011 var den totala folkmängden var 3 524 invånare.
Det finns två naturreservat i socknen: Hullsjön som delas med Västra Tunhems socken i Vänersborgs kommun ingår i EU-nätverket Natura 2000 medan Ryrbäcken är ett kommunalt naturreservat. Hullsjön som delas med Västra Tunhems socken är också största insjö. Slättbergen är ett naturvårdsområde.
Sätesgårdar var Lunds herrgård och Velanda säteri.
Vid Väne härads tingsställe och socknens kyrkby Gärdhem har det funnits ett gästgiveri. Mellan 1702 och 1748 låg häradets tingsställe i Bastorp.
Under åren 1916–1968 var Gärdhem en station på den smalspåriga Trollhättan-Nossebro Järnväg.

## Fornlämningar
Boplatser och lösfynd från stenåldern är funna. Från bronsåldern finns gravrösen, skålgropsförsakomster, stensättningar och en hällristning. Från järnåldern finns ett par gravfält och domarringar.

## Befolkningsutveckling
Anmärkningar: 
- 1974 överförs Lextorp, 179 invånare, till Trollhättan

## Namnet
Namnet skrevs på 1338 Giärdhem och kommer från den äldre kyrkbyn. Namnet innehåller gärde, 'inhägnat område' och hem, 'boplats; gård'.